# Jett Jackson: The Movie
Jett Jackson: The Movie é um filme original do Disney Channel lançado em 8 de Junho de 2001, protagonizado por Lee Tompson Young baseado na série Disney Channel, The Famous Jett Jackson. Esse é o primeiro filme original do Disney Channel baseado em uma série do canal.
Em sua estreia o longa foi visto por mais de 5,6 milhões de espectadores no Estados Unidos.

## Enredo
Jett Jackson, é um jovem ator de dezesseis anos, que atua como o herói de ação "Silverstone", em uma série de sucesso. Mas Jett está achando cada vez mais difícil conciliar sua profissão com a escola, a família e os amigos. Então, um acidente no set faz com que Jett e seu personagem Silverstone troquem de lugar. Agora, Jett tem super poderes e deve salvar o mundo das garras do malvado Dr. Kragg, enquanto Silverstone enfrenta seu próprio desafio no mundo de Jett, ser um adolescente! Sem roteiro a seguir, Jett e Silverstone tem que encontrar o caminho de volta para as realidades que conheciam.

## Elenco
- Lee Thompson Young como Jett Jackson / Silverstone
- Michael Ironside como Dr. Kragg
- Lindy Booth como Riley Grant / Hawk
- Dan Petronijevic como o Tank Wilson
- Nigel Shawn Williams como Nigel Essex / Artemus
- Ryan Sommers Baum como JB Halliburton
- Kerry Duff como Kayla West
- Montrose Hagins como Miz Coretta
- Gordon Greene como Xerife Wood Jackson
- Melanie Nicholls-King como Jules Jackson
- Jeffrey Douglas como Cubby
- Robert Bockstael como o Sr. Dupree
- Tony Munch como O Rato
- Andrew Tarbet como Booker Murray
- Vincent Corazza como Plunkett